# Гері Вітта
Гері Леслі Вітта (нар. 21 липня 1972) — англійський сценарист, автор, дизайнер ігор і журналіст відеоігор. Він був головним редактором британського та американського видань журналу «PC Gamer» і автором ігрового журналу «ACE».
Вітта був сценаристом «Книги Ілая» (2010), співавтором сценарію «Земля після нашої ери» (2013) разом з М. Найтом Ш'ямаланом і співавтором сюжету стрічки «Бунтар один» (2016).

## Кар'єра
Вітта розпочав свою кар'єру як письменник і відеоігровий журналіст журналу «ACE». У 1992 році «ACE» закривають. Він починає працювати заступником редактора «The One for Amiga Games», а також бере участь у заснуванні оригінального журналу «PC Gamer» у Великій Британії. Згодом він працював редактором «Total Football». Через кілька років він переїхав до Сполучених Штатів Америки, щоб стати головним редактором нової американської версії «PC Gamer».

### Видавництво журналів
Окрім участі у створенні «PC Gamer», Вітта має довгу історію співпраці з різноманітними друкованими та онлайн-журналами. Журнал «ACE» належав британському видавництву Future Publishing, і на початку 2000 року Вітта разом з Future створив кіножурнал «Total Movie Magazine». Через фінансові труднощі видавця журнал закрили після чотирьох випусків на початку 2001 року.
Хоча Вітта більше не займається керуванням і редагуванням, він все ще публікує огляди ігор і коментарі для низки ігрових видань, зокрема «PC Gamer» і 1Up.com. Він також з'являється в галузевих подкастах, наприклад на Tested.com, в «PC Gamer» і «Next Generation».

### Сценарна робота
Крім роботи у періодичних виданнях, Вітта написав ряд сценаріїв і телевізійних епізодів. Неповний список, включно з сценаріями, які не взяли у роботу, свого часу можна було знайти на його домашній сторінці.
Вітта досяг голлівудського успіху як сценарист фільму «Книга Ілая». Він також працював над сценарієм мультсеріалу «Проєкт Мавпа» з Крісом Вестоном. Його сюжет переосмислює класичний буддійський роман «Подорож на Захід» (і пов'язаний з класичним телесеріалом «Мавпа»). Однак Вестон вийшов з проєкту.
Він написав сценарій бойовика «Невмираючий». Він працював над сценарієм науково-фантастичного фільму «Земля після нашої ери». Його найняли для написання сценарію першого самостійного фільму на основі всесвіту «Зоряних війн» «Бунтар Один. Зоряні Війни. Історія» режисера Гарета Едвардса. 9 січня 2015 року було оголошено, що він мирно покинув проєкт.
27 жовтня 2016 року «Вараєті» повідомив, що Warner Bros., Village Roadshow і Team Downey зібрали кімнату сценаристів для третього фільму Гая Річі про Шерлока Холмса, серед яких були кілька відомих імен, зокрема Вітта, Ніколь Перлман, Джастін Мален, Женева Робертсон-Дворет і Кіран Фіцджеральд.

### Розробка ігор
Вітта брав участь у створенні «Duke Nukem Forever», «Prey» і «Gears of War». Він також консультував з питань загального ігрового дизайну для Microsoft, Electronic Arts, Activision, Midway Games та інших. Вітту залучали до спостереження за розвитком сюжету епізодичної адаптації відеоігри «The Walking Dead» від Telltale Games під час написання четвертої частини. Після першої частини він залишив Telltale, але повернувся для допомоги у закінченні «The Walking Dead: The Final Season». Він працював консультантом з сюжету в «Halo 5: Guardians».

### Комікси
Вітта також є автором популярної короткометражної серії коміксів, заснованих на персонажі Смерть-молодша, разом із художником обкладинок Майком Міньолою та ілюстратором Тедом Найфе. Отримаши розширеня до другої серії з трьох частин, текст коміксу похвалили як «чарівний і вміло підривний» і за його «химерних персонажів і товстий гумор». Вітта розповів про свій досвід написання цього коміксу з Silver Bullet Comics у травні 2005 року.
У 2019 році вийшов друком комікс Вітти «ОЛІВЕР», створений у співавторстві з Деріком Робертсоном, також ілюстратором («Трансметрополітен» / «Хлопаки») у видавництві Image Comics.

### Подкасти
Вітта був частим коментатором подкасту «PC Gamer» і разом з Коліном Кемпбеллом був ведучим подкасту «Game Theory», який відтоді не виходить. У вересні 2011 року Вітта та Кемпбелл, тодішні редактори новин і матеріалів «IGN», запустили новий подкаст у дусі «Game Theory», під назвою «IGN's Game Business Show». Він також коментував подкаст «Next Gen» до його скасування.
Він був щотижневим співведучим «This is Only a Test» (Tested) і гостем у «Behind the Screened Door» (Screened), «The Giant Bombcast» (Giant Bomb) the Comic Vine Podcast, до того, як Whisky Media було продано за двома угодами CBS Interactive і BermanBraun. У жовтні 2011 року Вітта допоміг зібрати понад 50 000 доларів для Child's Play під час благодійного 24-годинного випуску «This is Only a Test» разом з Віллом Смітом і Норманом Чаном. Вітта продовжує щороку очолювати благодійний захід «Octoberkast», у 2013 році він створив гру «Space Rocks». Останніми роками Вітта брав участь як гість у «Giant Bombcast» Giant Bomb.
У листопаді 2017 року Вітта став офіційним співведучим подкасту про відеоігри «Kinda Funny Games Daily» після численних гостьових виступів на шоу та одного у флагманському подкасту Kinda Funny «The GameOverGreggy Show». Крім того, Вітта був співведучим подкасту Kinda Funny, орієнтованого на Xbox, «Kinda Funny Xcast», з моменту його прем'єри в липні 2020 року.
У квітні 2020 року Вітта запустив нічне ток-шоу у формі онлайн-трансляції у відеогрі «Animal Crossing: New Horizons» під назвою «Animal Talking». На шоу були присутні кілька зіркових гостей, зокрема Елайджа Вуд, Брі Ларсон і Денні Трехо.
21 серпня 2020 року Вітта анонсував «Talk Guys», ток-шоу за мотивами гри «Fall Guys: Ultimate Knockout».

## Особисте життя
Вітта проживає в агломерації затоки Сан-Франциско, Каліфорнія, зі своєю дружиною Лією та двома дітьми. У 2009 році він отримав громадянство США.

## Фільмографія
Як сценарист
Фільми
- «Книга Ілая» (2010)
- «Земля після нашої ери» (2013) — співавтор сценарію з М. Найтом Ш'ямаланом за оповіданням Вілла Сміта
- «Бунтар Один. Зоряні Війни. Історія» (2016) — співавторство сюжету з Джоном Ноллом
- «Зоряне світло» (TBA) — сценарист

Телебачення
- «Nerd Court» (2015) — 9 серій
- «Зоряні війни: Повстанці» (2016—2017) — 4 серії

Відеоігри
- «The Walking Dead» (2012) — співавтор гри разом із Шоном Ванаманом і Джейком Родкіним
- «The Walking Dead: 400 Days» (2013) — співавтор гри разом із Шоном Ейнсвортом, Ніком Бреконом, Марком Даріном і Шоном Ванаманом
- «Halo 5: Guardians» (2015) — Сюжетний консультант
- «The Walking Dead: The Final Season» (2018) — сценарист і консультант
- «Forspoken» (2023) — сценарист і керівник групи оповідань

Книги
- «Гидота» (2015) — автор, письменник
- "Зоряні війни: Адаптація фільму «Останні джедаї» (2018) — письменник
- «ОЛІВЕР» (2019) — письменник
- «80-річчя Джокера, 100-сторінкове супер видовище № 1» (2020) — спільно з Грегом Міллером написав частину «Вбити Бетмена».